# Lochgilphead
Lochgilphead (Ceann Lago Gilb em gaélico ) é uma cidade e antigo Burgh da Escócia,  localizado no council area de Argyll and Bute cujo é a capital administrativa, após ter sido aquele do antigo distrito de Argyll and Bute, nas fileiras da Região do Strathclyde. Está localizada a uma cinquenta de quilómetros ao sul de Oban.
Encontra-se nas bordas do Lago Gilp, que da seu nome, que é um braço do Lago Fyne. Está atravessada pelo canal de Crinan. O bosque de Achnabreck, em torno de Lochgilphead, é reputado para resguardar de numerosas petróglifos.
A cadeira do council area está resguardado nas fileiras do Castelo de Kilmory.

## História
A cidade foi criada em 1790, como uma etapa na estrada recentemente aberta entre Inveraray e Campbeltown. A abertura do canal de Crinan tem permitido a Lochgilphead de resultar uma vila de entidade radiante em toda a península do Kintyre.
Das sequências do filme de James Bond From Russia with love foram filmadas.

## Personalidades
- Neil Dewar, futebolista internacional escocês, nasceu aqui